# 木泉交易站 (亞利桑那州)
木泉交易站（英語：Wood Springs Trading Post）是位於美國亞利桑那州阿帕契縣的一個非建制地區。該地的面積和人口皆未知。

## 地理
木泉交易站的座標為35°49′52″N 109°26′04″W / 35.83111°N 109.43444°W，而該地的平均海拔高度為2107米（即6913英尺）。